# Alfa Romeo Giulietta SZ
Alfa Romeo Giulietta Sprint Zagato är en sportvagn, tillverkad av den italienska biltillverkaren Alfa Romeo mellan 1960 och 1962.

## Bakgrund
Alfa Romeo hade dragit sig tillbaka från motorsporten efter segern i formel 1-VM 1951, men många privatförare fortsatte att tävla med Alfas sportbilar i mindre klasser. Giulietta Sprint Speciale var framgångsrik i sportvagnsracingens 1,3-litersklass i slutet av 1950-talet och för att bilen skulle vara fortsatt konkurrenskraftig tog Alfa Romeo fram en lättviktsversion avsedd för tävlingar.

## Alfa Romeo Giulietta Sprint Zagato
Alfa Romeo vände sig till Zagato med uppdraget att bygga en strömlinjeformad kaross i aluminium. Zagato hade redan byggt ett antal lättviktskarosser åt privatförare till Giulietta Sprint Veloce-bilar. Giulietta SZ delade teknik med Bertones Giulietta Sprint Speciale, men med den nya karossen blev bilen cirka 100 kg lättare. Den första serien om drygt 180 bilar kallas Coda Tonda, "rundhäck" på Italienska.
Från 1961 tillverkades en andra serie om 30 bilar, kallade Coda Tronca. Dessa bilar fick en modifierad kaross med Kammback och försågs med skivbromsar fram.

## Tekniska data
| Tekniska data               | Giulietta SZ Coda Lunga                               |
| --------------------------- | ----------------------------------------------------- |
| Motor:                      | 4-cylindrig radmotor                                  |
| Cylindervolym:              | 1290 cm³                                              |
| Borrning x slaglängd:       | 74 x 75 mm                                            |
| Max effekt vid varvtal:     | 100 hk vid 6 500 v/min                                |
| Max vridmoment vid varvtal: | 113 Nm vid 5 500 v/min                                |
| Kompression:                | 9,7 : 1                                               |
| Ventilstyrning:             | Dubbla överliggande kamaxlar, 2 ventiler per cylinder |
| Bränslesystem:              | 2 Weberförgasare                                      |
| Växellåda:                  | 5-växlad manuell                                      |
| Hjulupphängning fram:       | Dubbla längslänkar, skruvfjädrar, krängningshämmare   |
| Hjulupphängning bak:        | Stel bakaxel, skruvfjädrar                            |
| Bromsar:                    | Hydrauliska trumbromsar                               |
| Chassi & kaross:            | Självbärande aluminiumkaross                          |
| Hjulbas:                    | 225 cm                                                |
| Torrvikt:                   | 855 kg                                                |
| Toppfart:                   | 190 km/h                                              |

## Tävlingsresultat
Giulietta SZ tävlade i många nationella mästerskap, men nådde även stora framgångar i sportvagns-VM:s 1,3-litersklass. Till modellens främsta vinster hör klassegrar i Targa Florio 1962 och 1963 samt i Nürburgring 1000 km 1962. Alfa Romeo säkrade på så sätt märkesmästerskapet i 1,3-litersklassen säsongerna 1962 och 1963.